# Herrmann Jungraithmayr
Herrmann Jungraithmayr (ur. 7 maja 1931 w Eferding) – niemiecki językoznawca pochodzenia austriackiego, egiptolog, afrykanista i etnolog.

## Życiorys
Urodził się w miejscowości Eferding w Austrii. Po ukończeniu szkoły w 1950 zapisał się na Uniwersytet w Wiedniu. Na główny przedmiot swoich studiów wybrał egiptologię, afrykanistykę i antropologię. Studia językoznawcze kontynuował od 1953 w Hamburgu. W 1956 obronił doktorat i wyjechał do Kairu. W roku akademickim 1958/59 przeprowadzał badania terenowe w Sudanie i Czadzie. Po powrocie do Europy został asystentem w instytucie antropologii w Hamburgu, gdzie uzyskał status znawcy języków afrykańskich. Po kolejnej podróży do Nigerii w 1963 przeniósł się do Marburga. Objął tam katedrę antropologii. Cztery lata później obronił habilitację. W roku akademickim 1968/69 był wykładowcą na Howard University w Waszyngtonie. W dalszym ciągu odbywał podróże do Nigerii i Czadu. W 1972 został mianowany profesorem w Marburgu. W roku akademickim 1982/83 wykładał gościnnie na uniwersytecie Maiduguri w Nigerii. Gdy wrócił do kraju, w 1985 po raz kolejny przeniósł się, tym razem do Frankfurtu nad Menem, gdzie został kierownikiem katedry afrykanistyki. Na emeryturę przeszedł w 1996. Nie porzucił jednak pracy naukowej i zajmował się językami tangale, ngas i mushere.